# Lei de Abuso de Autoridade
A lei de abuso de autoridade é uma norma legal brasileira que decorre da aprovação do projeto de lei apresentado no Senado Federal do Brasil em 2016 pelo senador Renan Calheiros (PMDB-AL), debatido e levado à pauta no Congresso Nacional. O projeto, que modifica a lei dos crimes de abuso de autoridade, foi aprovado em 26 abril de 2017 no Senado Federal por 54 votos favoráveis e 19 contrários. A preposição recebeu esta aprovação inicial após o relator Roberto Requião (PMDB-PR) recuar e retirar do texto pontos que poderiam intimidar juízes e investigadores.

## Antecedentes

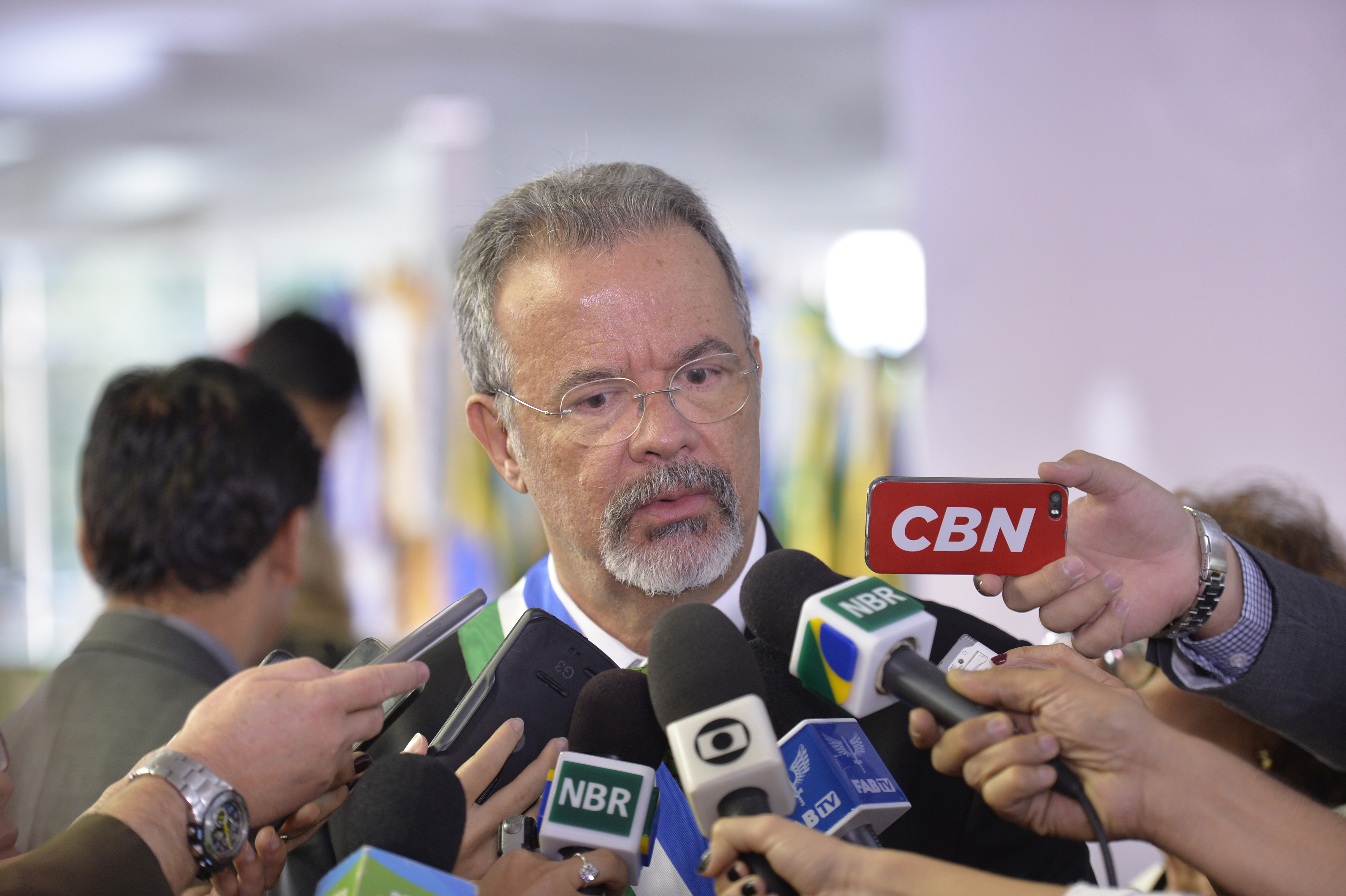
O Ministro Raul Jungmann. Autor do texto de 2009 cujo atual projeto se baseia.

O texto original do atual projeto de lei do senado é datado de 2009, cuja autoria é do ex ministro da defesa, Raul Jungmann (PPS-PE). Aquele texto incorpora propostas de comissão formada sob os auspícios do Supremo Tribunal Federal que conjuntamente com o Senado atuavam em um projeto que atualizaria a Lei de Abuso de Autoridade vigente que data de 1965. Esse texto foi resultado do trabalho produzido por uma comissão integrada pelo então desembargador Rui Stocco, pelo falecido ministro do STF Teori Zavascki, por Everardo Maciel, ex-secretário da Receita, e pelo doutor Luciano Felício Fuck, assessor do ministro Gilmar Mendes. 

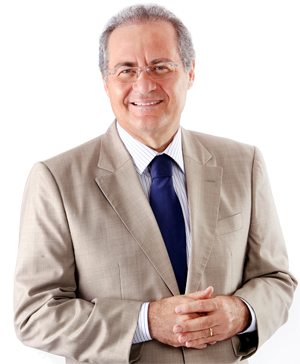
Senador Renan Calheiros. O autor do projeto de abuso de autoridade.

Em 2016, o senador Renan Calheiros (PMDB-AL) incorporou esse texto de 2009 elaborado pelo então deputado Raul Jungmann e, após adaptações, resultou no atual projeto de lei do Senado nº 280 de 2016.
O autor e os defensores do projeto de lei do senado argumentam que a Lei nº 4.898 de 1965, que regula o direito de representação e processos no caso de abuso de autoridade, está desatualizada e possuem diversas lacunas que não resguardam o cidadão contra o abuso de autoridade. 
Na consulta publica, já encerrada no portal do Senado Federal, o projeto de lei obteve 277 mil votos de cidadãos contrários e pouco mais de quatro mil votos favoráveis.
Em dezembro de 2016, o deputado federal Eduardo Bolsonaro (PSC) entrou com mandado de segurança no Supremo Tribunal Federal, com pedido de liminar, requerendo a anulação da votação da emenda que incluiu o abuso de autoridade no projeto das medidas contra a corrupção (PL 4.850/2016). O processo foi distribuído ao ministro Luiz Fux, do Supremo Tribunal Federal. De acordo com Bolsonaro, a emenda violava o anteprojeto ao tratar de matéria que fugia ao assunto da proposta e que a emenda usurpava a competência do STF, por tratar de matéria que deve ser regulada pela Lei Orgânica da Magistratura. "Não cabe ao Poder Legislativo a formulação de proposições que versam sobre o exercício da magistratura e dos membros do Ministério Público, sob pena de ferir as normas constitucionais de iniciativa legislativa", afirmou o parlamentar.

## Posicionamentos

### Favoráveis

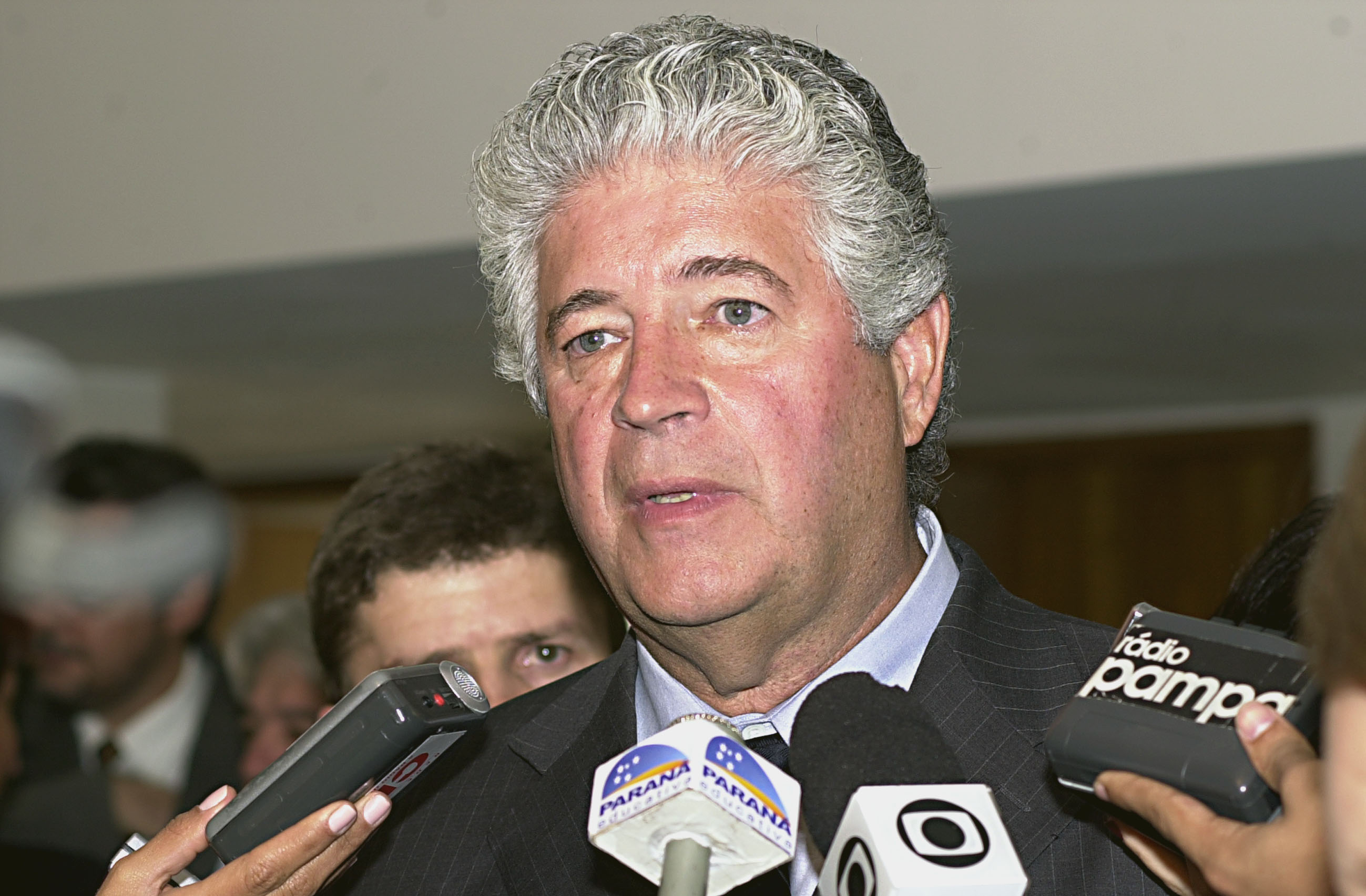
Senador Roberto Requião (PMDB-PR). Relator do projeto de lei nº 280 de 2016.

O ministro do STF e ex-presidente do Tribunal Superior Eleitoral, Gilmar Mendes, alegou que "faz falta uma lei de abuso de autoridade" e defendeu o controle de excessos. Para Roberto Requião, o projeto representa um dos maiores avanços na legislação brasileira nas últimas décadas e uma vitória do "garantismo". Um dos maiores defensores é o senador e ex-presidente do Senado, Renan Calheiros, autor do projeto.
O senador Jorge Viana (PT-AC) defendeu a revisão da legislação sobre o tema: "A lei de abuso de autoridade que nós temos é para permitir o abuso de autoridade foi feita na ditadura militar. Se não mudarmos hoje, estamos sendo coniventes."
Para o relator do projeto, o senador Roberto Requião (PMDB-PR): "Como estamos vendo, [não tem] nada tem a ver com a Lava Jato. Estamos disciplinando o abuso de autoridade, de qualquer autoridade".

### Contrários e críticas

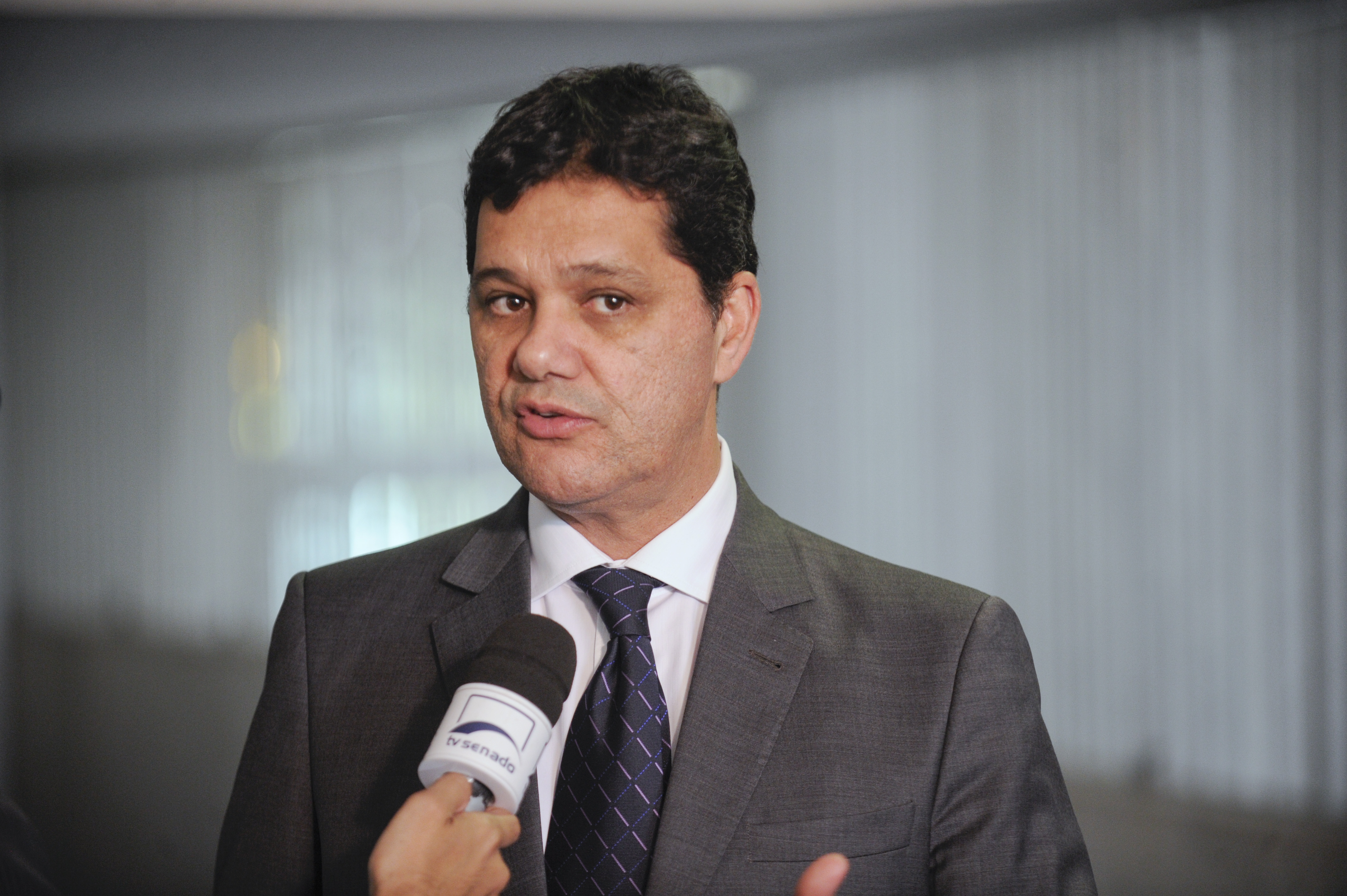
Senador Ricardo Ferraço (PSDB-ES). Um dos críticos ao projeto de lei de abuso de autoridade.

O projeto foi alvo de diversas críticas da sociedade civil, de movimentos sociais de direita, como o Movimento Vem pra Rua, e o Movimento Brasil Livre, de jornalistas, membros do Ministério Público e do judiciário, além de parlamentares. O senador Ricardo Ferraço (PSDB-ES), que se portou contrário ao PL desde o início, afirmou na comissão: "Aquilo que pode ser razoável para o senador Requião para mim talvez não seja e vice-versa. Todos aqui sabemos que o direito não é ciência exata e, por isso, abarca nuances e avaliações as mais diversas". O senador Cristovam Buarque (PPS-DF), outro crítico do projeto, afirmou: "Apesar das emendas, eu considero um erro gravíssimo do parlamento aprovar esse projeto. Nós vamos inviabilizar com isso o trabalho dos nossos juízes, procuradores, da polícia na luta contra o tráfico, contra o estupro e contra a corrupção também. Sobretudo, está claro que isso tem a ver com a Lava Jato".
Entre as principais críticas ao projeto, é a de supostamente promover o “crime de hermenêutica”, isto é, a possibilidade de um juiz ser acusado criminalmente caso tiver entendimento divergente da lei. Entidades de juízes e procuradores também tinham criticado o trecho do projeto que tratava da divergência na interpretação de leis e na avaliação de fatos e provas. "A divergência na interpretação de lei ou na avaliação de fatos e provas, necessariamente razoável e fundamentada, não configura, por si só, abuso de autoridade", dizia a proposta de Requião. Para o presidente da Associação dos Juízes Federais do Brasil (Ajufe), Roberto Veloso, se esse trecho entrasse em vigor, o juiz ficaria com "medo de proferir decisões". Segundo Veloso, o problema residia na expressão "necessariamente razoável". Diversos senadores argumentaram que o texto poderia "criminalizar" a interpretação de fatos e leis e criticaram a proposta. Com isso, Requião decidiu aceitar uma sugestão de alteração e retirou a expressão "necessariamente razoável" do texto.
Contudo, esse trecho controverso foi suprimido pouco antes da aprovação no plenário do Senado no dia 26 de abril de 2017, contando com 54 favoráveis e 19 contrários. Para o ministro do STF, Celso de Mello, essa foi uma mudança importante, segundo ele, "(...) fez bem o Senado Federal em afastar uma regra que na verdade foi censurada pelo Supremo Tribunal Federal no velho precedente datado de 1898, um precedente provocado por um recurso apresentado por Rui Barbosa, e o STF decidiu que o crime de hermenêutica não constitui abuso de autoridade. Por quê? Porque o juiz há de ser independente, livre para poder decidir, mesmo dissentindo da posição prevalecente das instâncias judiciárias superiores. E nós sabemos que, sem juízes independentes, não haverá cidadãos livres nesta república".
Outra crítica é a da discussão, elaboração e votação do projeto coincidir no momento em que a Operação Lava Jato avança nas investigações, que entre os investigados, inclui vários parlamentares, inclusive senadores que defendem a aprovação do projeto de lei em seus termos originais. No que denotaria um possível conflito de interesses, ao supostamente legislarem em causa própria. Para os procuradores e investigadores as punições criadas pelo projeto terão impacto direito e imediato na Lava Jato.
Também é criticado trechos de redação subjetiva e cujo conteúdo já possui previsão na legislação vigente, o que abriria brecha para embaraço as investigações e retaliação aos agentes públicos por parte dos investigados. Segundo os críticos, é o caso, por exemplo, dos seguintes artigos:
| “ | Art. 12. Ofender a intimidade, a vida privada, a honra ou a imagem de pessoa indiciada em inquérito policial, autuada em flagrante delito, presa provisória ou preventivamente, seja ela acusada, vítima ou testemunha de infração penal, constrangendo-a a participar de ato de divulgação de informações aos meios de comunicação social ou serem fotografadas ou filmadas com essa finalidade. Pena – detenção de 1 (um) a 4 (quatro) anos, e multa, sem prejuízo da pena cominada à violência. Art. 13. Constranger alguém, sob ameaça de prisão, a depor sobre fatos que possam incriminá-lo: Pena – detenção, de 1 (um) a 4 (quatro) anos, e multa. Parágrafo único. Incorre nas mesmas penas quem constrange a depor, sob ameaça de prisão, pessoa que, em razão de função, ministério, ofício ou profissão, deva guardar segredo. Art. 15. Submeter o preso ao uso de algemas, ou de qualquer outro objeto que lhe tolha a locomoção, quando ele não oferecer resistência à prisão, nem existir receio objetivamente fundado de fuga ou de perigo à integridade física dele própria ou de terceiro: Pena – detenção, de 6 (seis) meses a 2 (dois) anos, e multa. Art. 16. Submeter o preso a interrogatório policial durante o período de repouso noturno, salvo se capturado em flagrante delito ou se ele, devidamente assistido, consentir em prestar declarações: Pena- detenção, de 6 (seis) meses a 2 (dois) anos, e multa. | ” |

Além disto, o projeto de lei tem sido criticado por supostamente dar prioridade a figura de policiais, membros do Ministério Público e juízes, mas omitindo autoridades políticas em geral, o que leva a conclusão por parte dos críticos, de que o projeto é um instrumento de retaliação àqueles que promovem investigações e processos em geral contra autoridades políticas. Portanto, a lei serviria como forma de neutralizar a atuação desses agentes da lei quando atuarem contra os interesses de investigados poderosos.
Segundo o advogado e conselheiro do Condepe (Conselho Estadual de Defesa dos Direitos da Pessoa Humana), Ariel de Castro Alves, a lei protege os policiais, e não a população, que é vítima de agressões: 
Quando fizeram a atual lei do abuso de autoridade, os parlamentares pensaram na [investigação] Lava-Jato e não nos abusos diários que policiais cometem na periferia. Acabaram protegendo os PMs que agridem pessoas nas abordagens policiais e quando reprimem manifestações

## Investigações da Lava Jato
Em 17 de maio de 2017, apresentaram-se à imprensa documentos da investigação da nova fase da Operação Lava Jato. Entre outros materiais, foram reveladas conversas gravadas do senador Aécio Neves (PSDB-MG) com o empresário Joesley Batista, dono do frigorífico JBS e delator da Lava Jato.
Nesses áudios, o senador se mostra irritado com o avanço das investigações e os vazamentos de informações da investigação a imprensa. Nesse contexto, ele articulou com o delator meios de pressionar o presidente do Senado para colocar em pauta o Projeto de Lei das Dez Medidas contra Corrupção na versão alterada pela Câmara dos Deputados, que manteve apenas três dos dez itens originais e com a previsão da Anistia ao Caixa 2. Também pressionar o presidente da Câmara dos Deputados para inserir na pauta o Projeto de Lei de Abuso de Autoridade. Nesse sentido, defendeu a urgência na aprovação de ambos, com celeridade na tramitação legislativa para a sanção presidencial, mas, com prioridade sobre esse último Projeto de Lei dado o incomodo das investigações da Lava Jato. O termo da delação premiada de Joesley Batista foi firmado com a Procuradoria-Geral da República (PGR).

## Ligações Externas
- Projeto de Lei do Senado nº 280 de 2016